# Arminianismus

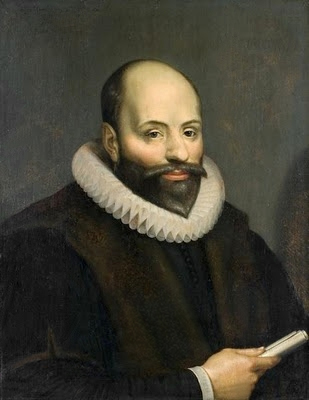
Jacob Herman, genannt Jacobus Arminius, der Begründer des Arminianismus

Arminianismus ist eine gemäßigte Richtung des reformierten Protestantismus, deren Anhänger auch als Remonstranten bezeichnet werden. Sie wurde gegründet durch den niederländischen Theologen Jacob Hermann (1560–1609), der unter der latinisierten Form seines Namens Jacobus Arminius bekannt war. Obwohl er anfänglich von Jean Calvin und seinem Nachfolger Théodore de Bèze beeinflusst war, lehnte er ab 1590 die calvinistische Prädestinationslehre ab und befürwortete den freien Willen des Menschen zur Annahme der Erlösung durch Jesus Christus im Glauben. Seine theologischen Ansichten wurden nach seinem Tod auf der reformierten Dordrechter Synode 1618 bis 1619 verurteilt.
Die heutige Akzeptanz des Arminianismus erstreckt sich auf einen großen Teil des landeskirchlichen Protestantismus, der methodistischen Kirchen, einen großen Teil der Pfingstbewegung und der amerikanischen Baptistenkirchen (American Baptist Churches USA).

## Lehre
Die Logik von Arminius, jedoch weniger seine Theologie, ist vom Ramismus geprägt (Petrus Ramus).
Der Arminianismus vertritt die folgenden Lehren:
- Die Menschen sind von Natur aus nicht fähig, etwas für ihre Erlösung zu tun.
- Die Erlösung ist nur durch Gottes Gnade (Sola gratia) möglich.
- Menschliche Werke können die Erlösung nicht bewirken und nicht dazu beitragen.
- Erwählung durch Gott hängt vom Glauben an Jesus Christus ab.
- Die Erlösung durch Christus gilt allen Menschen.
- Gott lässt zu, dass die, die nicht glauben wollen, seiner vorauseilenden Gnade widerstehen.
- Die Erlösung kann wieder verloren werden, da sie vom fortgesetzten Glauben an Jesus Christus abhängt.

Innerhalb des Arminianismus gibt es zwei Hauptvarianten:
- klassischer Arminianismus nach Arminius, vertreten beispielsweise von den Remonstranten
- wesleyanischer Arminianismus nach John Wesley, vertreten von den methodistischen und wesleyanischen Kirchen und oft als Synonym für Methodismus verwendet.

Durch Aufnahme unterschiedlicher, z. B. sozinianischer Elemente entstanden verschiedene Spaltungen, z. B. die antitrinitarischen Arminianer. Die bedeutendste Fraktion waren die rein independentistischen Kollegianten.
Einige calvinistische Kritiker unterstellen dem Arminianismus Pelagianismus, was jedoch von den Anhängern beider Varianten energisch abgelehnt wird.
Kirchengeschichtlich ist der Arminianismus am nächsten mit dem Calvinismus verwandt, von dem er auch abstammt, und die beiden Richtungen haben sowohl die Geschichte als auch einen großen Teil der Lehren gemeinsam. Dennoch werden Arminianismus und Calvinismus im konservativen Protestantismus oft als Erzrivalen gesehen, da sie bezüglich Prädestination und Erlösung unterschiedliche Lehren vertreten.